# Église Notre-Dame de Sainte-Anne
L'église Notre-Dame de Sainte-Anne est une église catholique située à Sainte-Anne, en Martinique.

## Localisation
L'église est située au centre du bourg, rue Abbé Saffache sur la commune de Sainte-Anne.

## Historique
La première église construite au début du XVIIe siècle a été brulée par les Anglais en 1693. Reconstruite ensuite, elle a été ravagée par un cyclone en 1817, puis rebâtie à nouveau en 1824.

## Description

### Architecture
L'église est de style jésuite du XVIIe siècle et XVIIIe siècle.

## Chemin de croix et calvaire
Le départ du chemin de croix monumental est situé sur l'arrière de l'église. Depuis le calvaire situé au sommet, à une altitude de 59 mètres, il est offert une vue sur la baie de Sainte̠-Anne jusqu'au rocher du Diamant

## Protection
L'église Notre-Dame est protégée au titre des monuments historiques (arrêté d'inscription en date du 12 novembre 1990).

## Galerie de photos

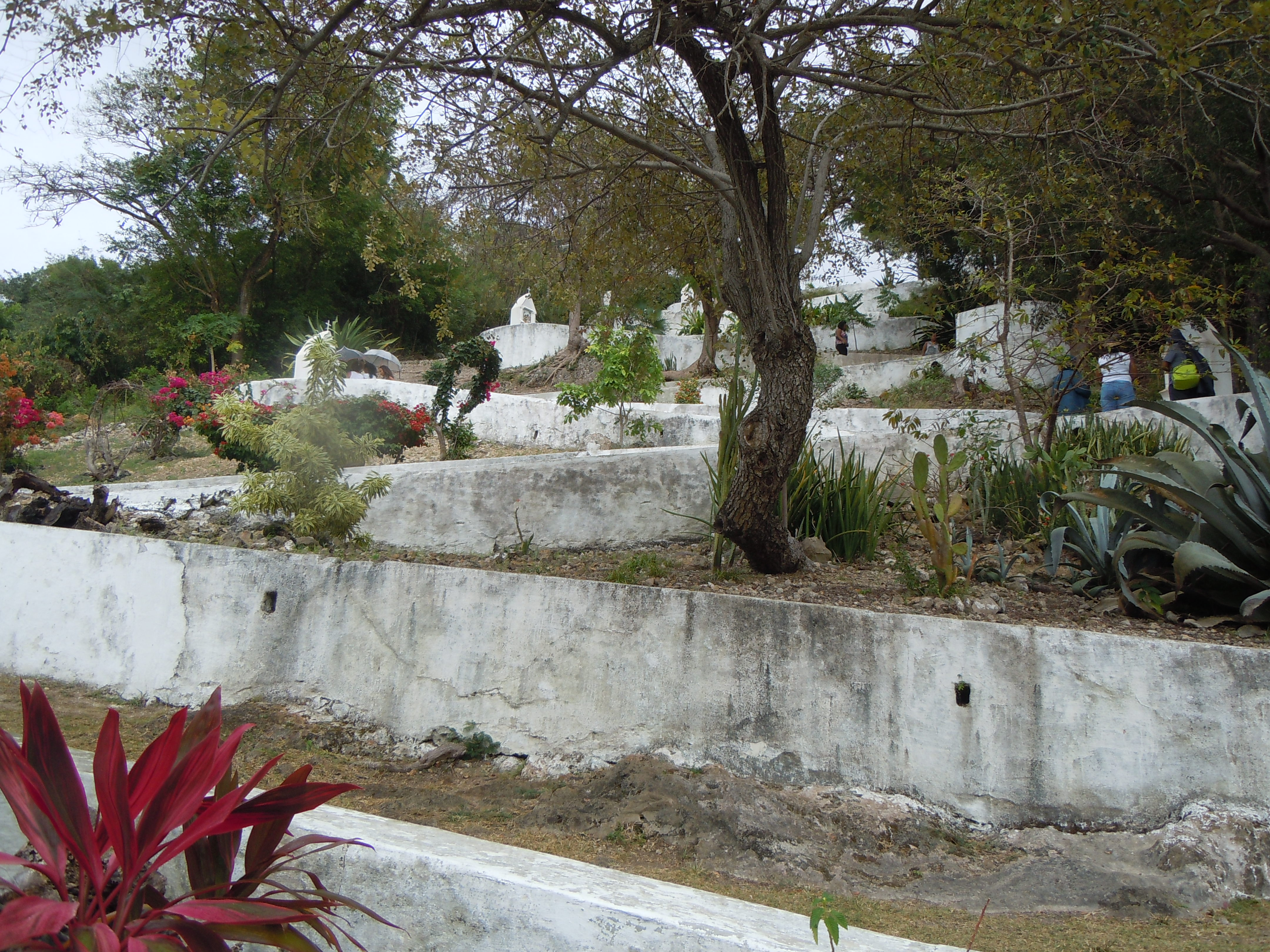
Le chemin de croix est un sentier en zigzag montant à la chapelle du calvaire
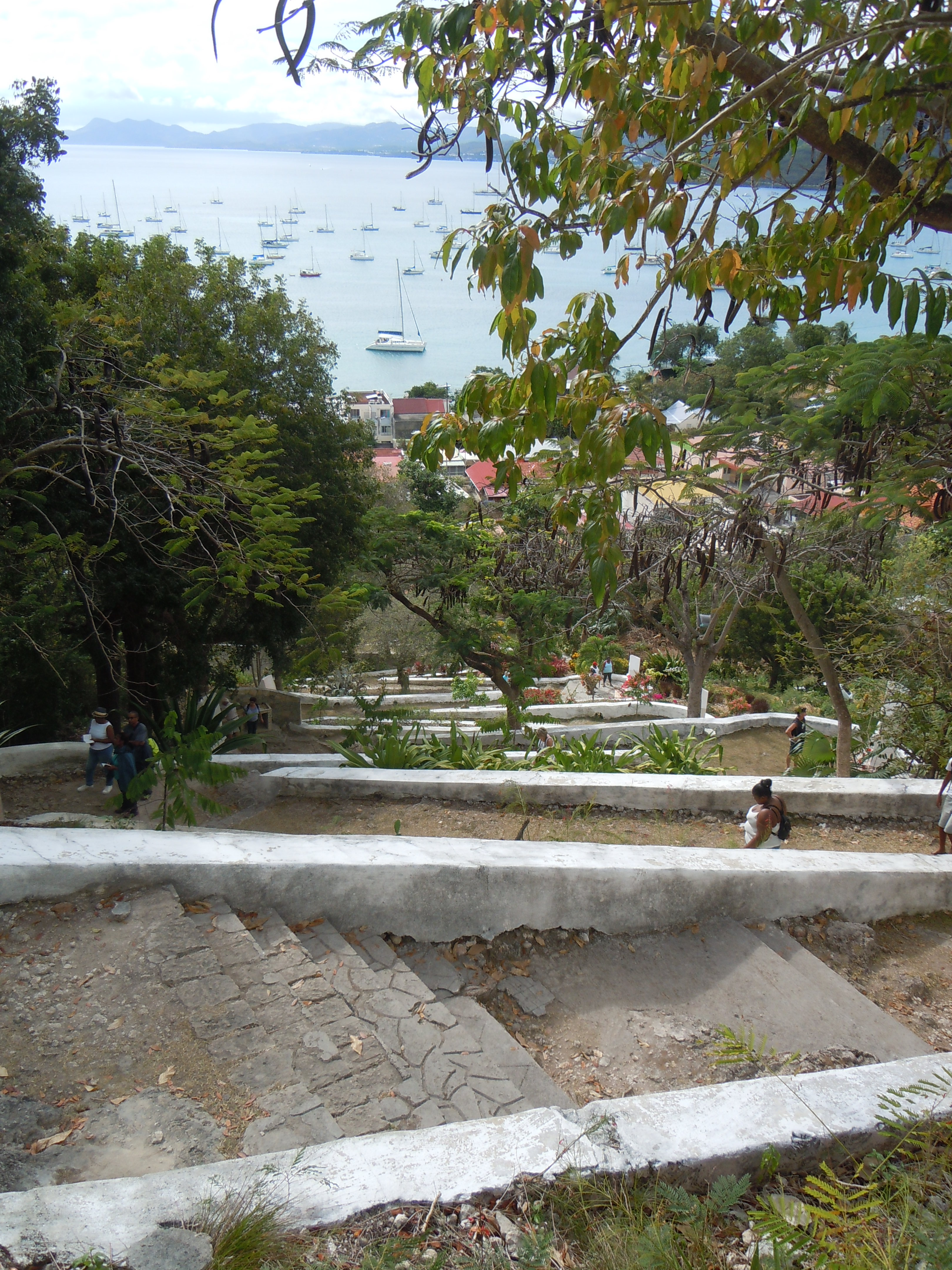
Vue depuis les dernières stations.
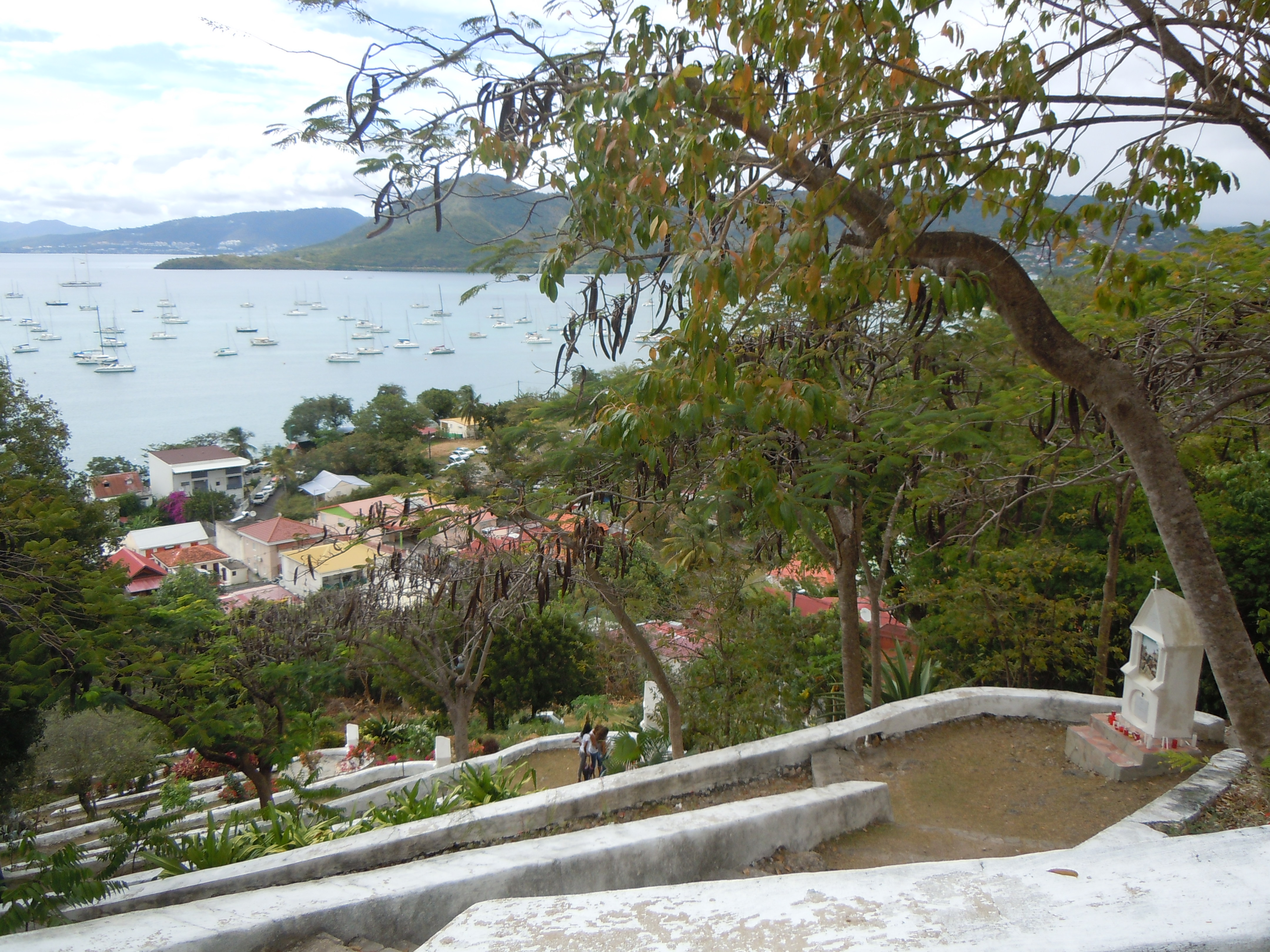
Vue depuis le sommet sur la baie de Sainte-Anne